# 山鹿巴士中心

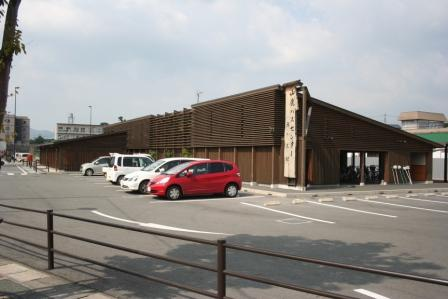
山鹿巴士中心（2009年攝影）

山鹿巴士中心（日语：山鹿バスセンター）位於熊本縣山鹿市中央通510-2的國道3號旁。

## 概要
為改善山鹿市內的巴士運輸便利性而建成，於2006年5月1日啟用。目標是減少乘客的轉乘時間。

## 班次路線
★記號為深夜巴士運行路線（熊本交通中心出發）。車費是通常的2倍。無法使用櫻花卡。只在星期五、星期六和假前日運行。星期五、星期六、假前日不運行「星期日、假日路線」。
- 南関ターミナル（經由平山温泉）
- 鹿北道の駅（經由山鹿市役所前・鹿北支所前）
- 南関上町（經由三加和温泉・南関ターミナル）
- 玉名車站（經由東郷農協前・江田）
- 玉名車站（經由下津原・山部田）
- 玉名車站（經由米の岳・江田）
- 京5系統：交通センター/熊本車站・田崎橋（經由日置・植木）
- 京6系統：交通センター/熊本車站・田崎橋（經由来民中町・植木）
- 京7系統：交通センター/熊本車站・田崎橋（經由来民バイパス・植木）★
- 京8系統：交通センター/熊本車站・田崎橋（經由新道・植木）
- 京9系統：交通センター（經由日置・植木温泉）
- 辻久保（經由林原・高江）（電鐵巴士運行）
- 菊池産交（經由十三部・遊蛇口）
- 山鹿市役所前
- 来民中町（經由畑中）
- 肥後大津駅（經由鹿本農高前・水辺プラザ・菊池プラザ・菊池温泉・翔陽高校前）

反方向的產交巴士，目的地會顯示「山鹿温泉」。